# Anna Bestuzjeva-Rjumina
Anna Gavrilovna Bestuzjeva-Rjumina (ryska: Анна Гавриловна Бестужева-Рюмина), född Golovkina (Головкина), död 25 april (enligt n.s.) 1751 i Jakutsk, var en rysk hovdam. Hon dömdes för delaktighet i den så kallade Lopuchin-konspirationen mot Elisabet av Ryssland år 1743.
Anna var dotter till statskansler Gavriil Golovkin och Domna Andrejevna Divovna. Hon tillhörde en familj vars medlemmar ofta hade tjänster vid hovet, och hennes farfar var kusin till tsaritsan Natalja Narysjkina. Den tyske hovmannen von Bergholz beskriver henne som bildad och gladlynt och uppger att hon talade tyska och franska och dansade väl, men inte var attraktiv. Den 10 november 1723 gifte hon sig med greve Pavel Jaguzjinskij (1863–1736), generaldirektör och prokurator i senaten, son till pastorn i lutherska kyrkan i Moskva, och en av förhandlarna vid Ålandskongressen och freden i Nystad. Äktenskapet arrangerades av tsar Peter den store och Katarina I sedan brudgummen blivit skild från sin förra maka, som spärrats in i kloster. Äktenskapet beskrivs som lyckligt. Anna Gavrilovna blev officiellt hovdam 1725. Hon blev änka 1736, och gifte om sig i maj 1743 med greve Michail Bestuzjev-Rjumin (1688–1760). 
Anna Gavrilovnas bror Michail Gavrilovitj (1699–1755) dömdes 1742 till döden för landsförräderi av Elisabet av Ryssland, men domen omvandlades till förvisning till Sibirien. Sommaren 1743 utspelade sig den så kallade Lopuchina-konspirationen i Sankt Petersburg. Efter att ha yttrat kritik mot monarken blev kammarjunkaren, överstelöjtnant Ivan Lopuchin gripen och förhörd under tortyr av sekreta utskottet. Under tortyren utpekade han flera personer för att förbereda en statskupp för att avsätta Elisabet till förmån för den avsatta regenten Anna. Bland dessa var hans mor Natalja Lopuchina, som han uppgav hade fört underhandlingar med kungen av Preussen, och Anna Gavrilovna, som han uppgav hade deltagit i samtalen kring planerna. Gavrilovna förhördes 17 augusti under tortyr. Frankrikes ambassadör ville utnyttja affären för att störta hennes make, men han berördes aldrig av affären. Den 19 augusti 1743 dömdes Anna Gavrilovna tillsammans med tre medlemmar av familjen Lopuchin att få tungorna avskurna, steglas på hjul och avrättas. Gavrilovnas motiv för den förberedda statskuppen angavs vara hämnd på monarken för hennes brors förvisning året innan. Den 28 augusti återkallades dödsdomen, och den 31 blev Anna Gavrilovna piskad, fick sin tunga avskuren och skickades i exil till Jakutsk i Sibirien. Hennes make tog ut skilsmässa och gifte om sig 1749.